# تپه شاردلهار۴
تپه شاردلهار۴ مربوط به دوران‌های تاریخی پس از اسلام است و در شهرستان بویین زهرا، بخش مرکزی، روستای شاردلها واقع شده و این اثر در تاریخ ۲۲ مرداد ۱۳۸۴ با شمارهٔ ثبت ۱۳۲۵۶ به‌عنوان یکی از آثار ملی ایران به ثبت رسیده است.